# Alizé Lim
Alizé Lim (ur. 13 lipca 1990 w Paryżu) – francuska tenisistka.

## Kariera tenisowa
Dwukrotnie brała udział w turnieju głównym deblowych zawodów wielkoszlemowych – podczas French Open 2011 i 2013. W obu przypadkach odpadła w pierwszej rundzie. W 2013 roku wzięła udział w rywalizacji mikstowej podczas French Open, w której osiągnęła drugą rundę.
W przeciągu kariery zwyciężyła w trzech singlowych i sześciu deblowych turniejach rangi ITF. 26 maja 2014 zajmowała najwyższe miejsce w rankingu singlowym WTA Tour – 135. pozycję, natomiast 7 listopada 2016 osiągnęła najwyższą lokatę w deblu – 148. miejsce.

## Finały turniejów singlowych ITF
| turnieje z pulą nagród 100 000 $ |
| turnieje z pulą nagród 75 000 $  |
| turnieje z pulą nagród 50 000 $  |
| turnieje z pulą nagród 25 000 $  |
| turnieje z pulą nagród 10 000 $  |

| Rezultat     | Data       | Turniej             | Naw.    | Przeciwniczka   | Wynik         |
| Finalistka   | 05/01/2010 | Saint-Martin        | Twarda  | Natalie Piquion | 6:7(4), 1:6   |
| Zwyciężczyni | 11/01/2010 | Le Gosier           | Twarda  | Natalie Piquion | 6:1, 6:2      |
| Zwyciężczyni | 27/07/2010 | Tampere             | Ceglana | Amandine Hesse  | 6:4, 6:3      |
| Finalistka   | 01/11/2010 | Toronto             | Twarda  | Heather Watson  | 3:6, 3:6      |
| Finalistka   | 07/06/2011 | Campobasso          | Ceglana | Karin Knapp     | 2:6, 4:6      |
| Finalistka   | 30/04/2012 | São José dos Campos | Ceglana | Gabriela Paz    | 4:6, 4:6      |
| Zwyciężczyni | 12/07/2015 | Turyn               | Ceglana | Dia Ewtimowa    | 3:6, 6:4, 6:4 |

## Wygrane turnieje deblowe ITF
| Data       | Turniej          | Naw.    | Partnerka        | Przeciwniczki                           | Wynik          |
| 11/01/2010 | Le Gosier        | Twarda  | Malou Ejdesgaard | Kayla Rizzolo Katie Ruckert             | 6:1, 5:7, 10-3 |
| 24/08/2010 | Wanfercée-Baulet | Ceglana | Diana Enache     | Gally De Wael Fatima El Allami          | 6:0, 6:3       |
| 19/03/2013 | Innisbrook       | Ceglana | Ashleigh Barty   | Paula Cristina Gonçalves María Irigoyen | 6:1, 6:3       |